# A bohrium izotópjai
A bohriumnak (Bh) nincs stabil izotópja, így standard atomtömege nem adható meg. Legstabilabb izotópjának atomtömege körülbelül 264,12.

## Táblázat
| Az izotóp jele | Z(p)                | N(n)                | Az izotóp tömege (u) | felezési idő              | magspin | jellemző izotóp- összetétel (móltört) | természetes ingadozás (móltört) |
| Az izotóp jele | gerjesztési energia | gerjesztési energia | gerjesztési energia  | felezési idő              | magspin | jellemző izotóp- összetétel (móltört) | természetes ingadozás (móltört) |
| -------------- | ------------------- | ------------------- | -------------------- | ------------------------- | ------- | ------------------------------------- | ------------------------------- |
| 260Bh          | 107                 | 153                 | 260,12197(62)#       | 0,3# ms                   |         |                                       |                                 |
| 261Bh          | 107                 | 154                 | 261,12166(25)#       | 13(4) ms [12(+5−3) ms]    |         |                                       |                                 |
| 262Bh          | 107                 | 155                 | 262,12289(37)#       | 290(160) ms               |         |                                       |                                 |
| 262mBh         | 300(60) keV         | 300(60) keV         | 300(60) keV          | 14(4) ms                  |         |                                       |                                 |
| 263Bh          | 107                 | 156                 | 263,12304(39)#       | 200# ms                   |         |                                       |                                 |
| 264Bh          | 107                 | 157                 | 264,1246(3)#         | 1,3(5) s [0,44(+60−16) s] |         |                                       |                                 |
| 265Bh          | 107                 | 158                 | 265,12515(41)#       | 0,9(+7−3) s               |         |                                       |                                 |
| 266Bh          | 107                 | 159                 | 266,12694(22)#       | 5(3) s                    |         |                                       |                                 |
| 267Bh          | 107                 | 160                 | 267,12765(28)#       | 22(10) s [17(+14−6) s]    |         |                                       |                                 |
| 268Bh          | 107                 | 161                 | 268,12976(41)#       | 25# s                     |         |                                       |                                 |
| 269Bh          | 107                 | 162                 | 269,13069(44)#       | 25# s                     |         |                                       |                                 |
| 270Bh          | 107                 | 163                 | 270,13362(50)#       | 30# s                     |         |                                       |                                 |
| 271Bh          | 107                 | 164                 | 271,13518(60)#       | 40# s                     |         |                                       |                                 |
| 272Bh          | 107                 | 165                 | 272,13803(65)#       | 10(+12−4) s               |         |                                       |                                 |
| 273Bh          | 107                 | 166                 | 273,13962(89)#       | 90# perc                  |         |                                       |                                 |
| 274Bh          | 107                 | 167                 | 274,14244(84)#       | 90# perc                  |         |                                       |                                 |
| 275Bh          | 107                 | 168                 | 275,14425(70)#       | 40# perc                  |         |                                       |                                 |

## Fordítás
Ez a szócikk részben vagy egészben az Isotopes of bohrium című angol Wikipédia-szócikk ezen változatának fordításán alapul.  Az eredeti cikk szerkesztőit annak laptörténete sorolja fel. Ez a jelzés csupán a megfogalmazás eredetét és a szerzői jogokat jelzi, nem szolgál a cikkben szereplő információk forrásmegjelöléseként.